# Боровск
Бо́ровск (на руски: Боровск) е град в Русия, административен център на Боровски район, Калужка област.
Населението на града е 10 734 души към 1 януари 2018 г.